# Лінчуань
25°24′42″ пн. ш. 110°19′12″ сх. д. / 25.41163° пн. ш. 110.31995° сх. д.
Лінчуань (кит. 灵川县, пін. Língchuān Xiàn) — один із повітів КНР у складі префектури Гуйлінь, Гуансі-Чжуанський автономний район. Адміністративний центр — містечко Лінчуань.

## Географія
Лінчуань лежить на висоті близько 170 метрів над рівнем моря у центрі префектури.

### Клімат
Повіт знаходиться у зоні, котра характеризується вологим субтропічним кліматом. Найтепліший місяць — серпень із середньою температурою 28 °C. Найхолодніший місяць — січень, із середньою температурою 8,1 °С.
| Клімат повіту Лінчуань  | Клімат повіту Лінчуань | Клімат повіту Лінчуань | Клімат повіту Лінчуань | Клімат повіту Лінчуань | Клімат повіту Лінчуань | Клімат повіту Лінчуань | Клімат повіту Лінчуань | Клімат повіту Лінчуань | Клімат повіту Лінчуань | Клімат повіту Лінчуань | Клімат повіту Лінчуань | Клімат повіту Лінчуань | Клімат повіту Лінчуань |
| Показник                | Січ.                   | Лют.                   | Бер.                   | Квіт.                  | Трав.                  | Черв.                  | Лип.                   | Серп.                  | Вер.                   | Жовт.                  | Лист.                  | Груд.                  | Рік                    |
| Середній максимум, °C   | 11,6                   | 13,2                   | 16,8                   | 23,1                   | 27,5                   | 30,5                   | 32,7                   | 33,1                   | 30,7                   | 26                     | 20,6                   | 15,1                   | 23,4                   |
| Середня температура, °C | 8,1                    | 9,9                    | 13,2                   | 19                     | 23,2                   | 26,3                   | 27,9                   | 28                     | 25,7                   | 21,1                   | 15,8                   | 10,6                   | 19,1                   |
| Середній мінімум, °C    | 5,6                    | 7,6                    | 10,8                   | 16,1                   | 20,1                   | 23,4                   | 24,8                   | 24,7                   | 22,2                   | 17,7                   | 12,4                   | 7,3                    | 16                     |
| Норма опадів, мм        | 71.9                   | 109.8                  | 148.5                  | 216.6                  | 356.8                  | 415.9                  | 247.7                  | 158.6                  | 73.5                   | 67                     | 79                     | 47.3                   | 1992.6                 |
| Вологість повітря, %    | 73                     | 76                     | 79                     | 81                     | 81                     | 83                     | 82                     | 78                     | 72                     | 69                     | 67                     | 66                     | 75.6                   |
| ----------------------- | ---------------------- | ---------------------- | ---------------------- | ---------------------- | ---------------------- | ---------------------- | ---------------------- | ---------------------- | ---------------------- | ---------------------- | ---------------------- | ---------------------- | ---------------------- |
| Джерело: data.cma.cn    |                        |                        |                        |                        |                        |                        |                        |                        |                        |                        |                        |                        |                        |